# Rue des Frères (Strasbourg)
Pour les articles homonymes, voir Rue des Frères.
La rue des Frères (en alsacien : Bruederhofgass) est une voie de Strasbourg rattachée administrativement au quartier Centre. Orientée d'ouest en est, elle part de l'arrière de la cathédrale Notre-Dame, au carrefour avec le no 31 de la rue du Dôme, et rejoint la place Saint-Étienne, après avoir laissé l'impasse de la Bière, la rue du Tonnelet-Rouge et la rue du Faisan au nord, et la rue des Écrivains, la place du Marché-Gayot et la rue des Sœurs au sud de cet axe.

## Toponymie
La rue a connu différentes dénominations, en latin, en allemand ou en français : Strata publica versus curiam fratrum (1259), Rinckendorfsgasse (1301), Beim Bruderhof (du XIVe au XVIe siècle), Grosse Pfaffengasse (1580), rue des Jésuites (1748, 1762), rue des Frères (1792), rue de Voltaire (1794), Bruderhof Gasse (1817), Bruderhofgasse (1872, 1940), rue des Frères (1918, 1945).
Elle doit son nom d'origine au Bruderhof, le vaste enclos attenant à la cathédrale où les chanoines vivaient en communauté jusqu'au XIIIe siècle.
Des plaques de rues bilingues, à la fois en français et en alsacien, sont mises en place par la municipalité à partir de 1995. C'est le cas de la Bruederhofgass.

## Histoire antique

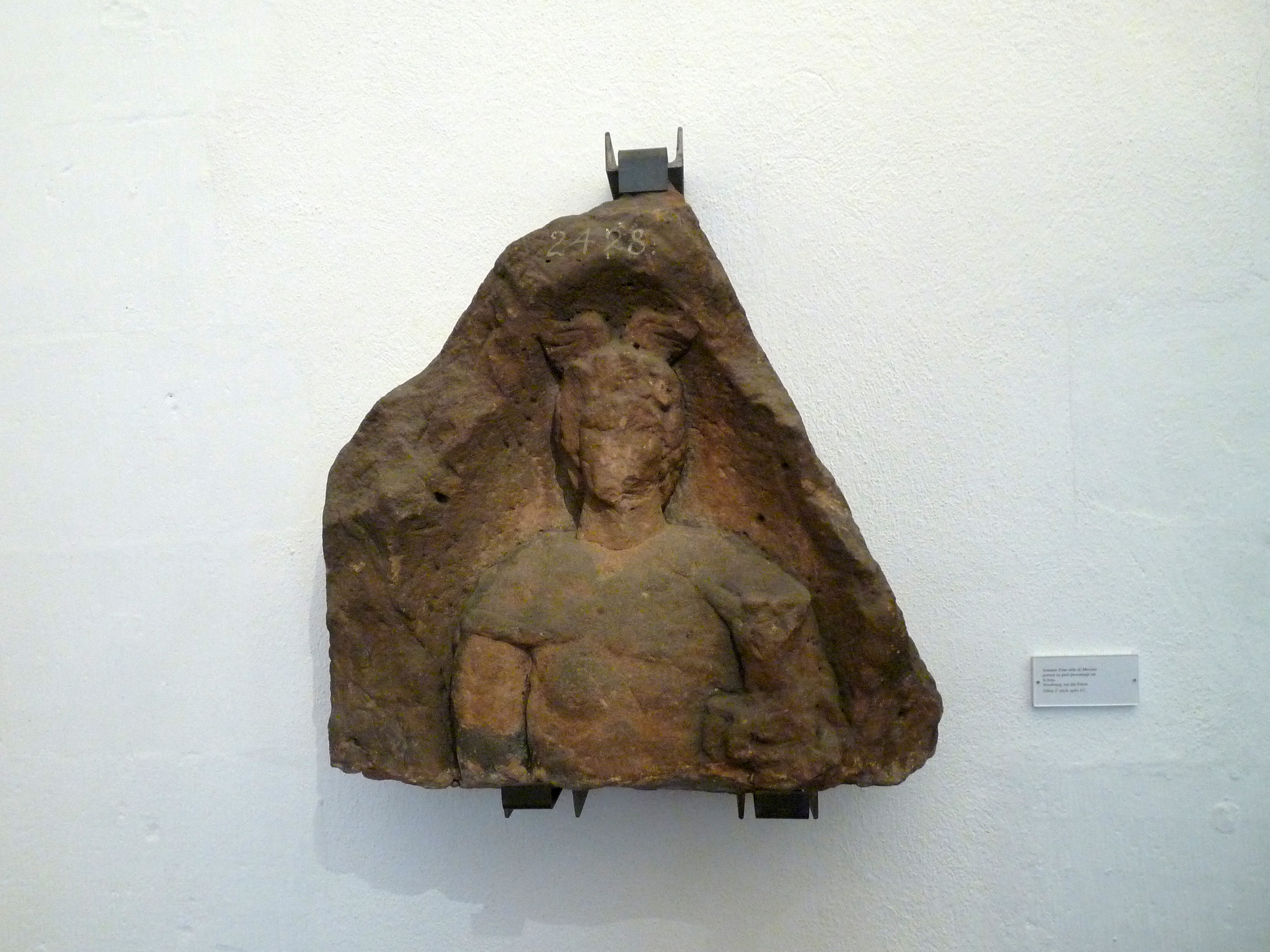
Sommet d'une stèle de Mercure portant un petit personnage sur le bras (Musée archéologique de Strasbourg.)

Au début des années 1950, des fouilles archéologiques menées dans le voisinage de la place de la Cathédrale, et notamment dans la rue des Frères, confirment l'hypothèse qu'il y avait une place des sanctuaires gallo-romains à l'emplacement actuel de la cathédrale.
Des investigations sur le site fortifié d'Argentoratum durant l'Antiquité tardive ont permis la découverte de vestiges dans la rue des Frères, notamment des stèles, en particulier le fragment d'une stèle de Mercure portant un petit personnage sur le bras, dont la date est estimée vers le début du IIe siècle. La pièce est conservée au musée archéologique de Strasbourg.

## Bâtiments remarquables
no 1Formant un angle arrondi, sur lequel est gravé le nom de la rue, avec le no 31 de la rue du Dôme, cet immeuble a été entièrement reconstruit en 1771. Un balcon a été ajouté ultérieurement.
no 2Les maisons à numéros pairs sont peu nombreuses, car le Grand Séminaire occupe une grande partie de la rue par un vaste bâtiment néoclassique en grès rose, construit au XVIIIe siècle sur les plans de François Houlié. L'entrée principale se fait par un portail imposant, encadré d'une arrière voussure très sobre. Dans l'une des cours se trouve un puits du XVe siècle classé au titre des monuments historiques depuis 1939. La bibliothèque du Grand Séminaire conserve d'importants fonds patrimoniaux religieux.

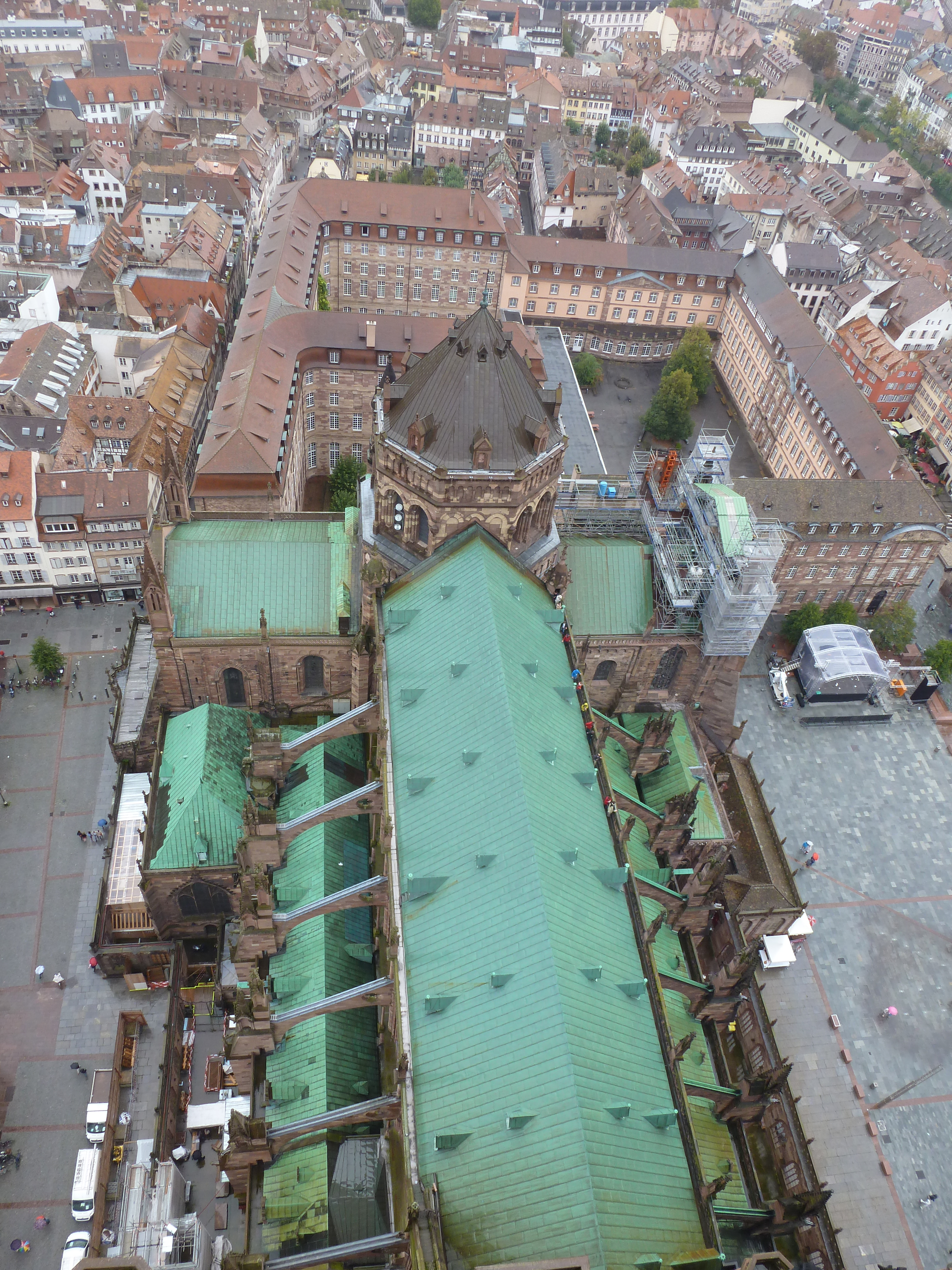
La rue (à gauche) et le Grand Séminaire, depuis la cathédrale.
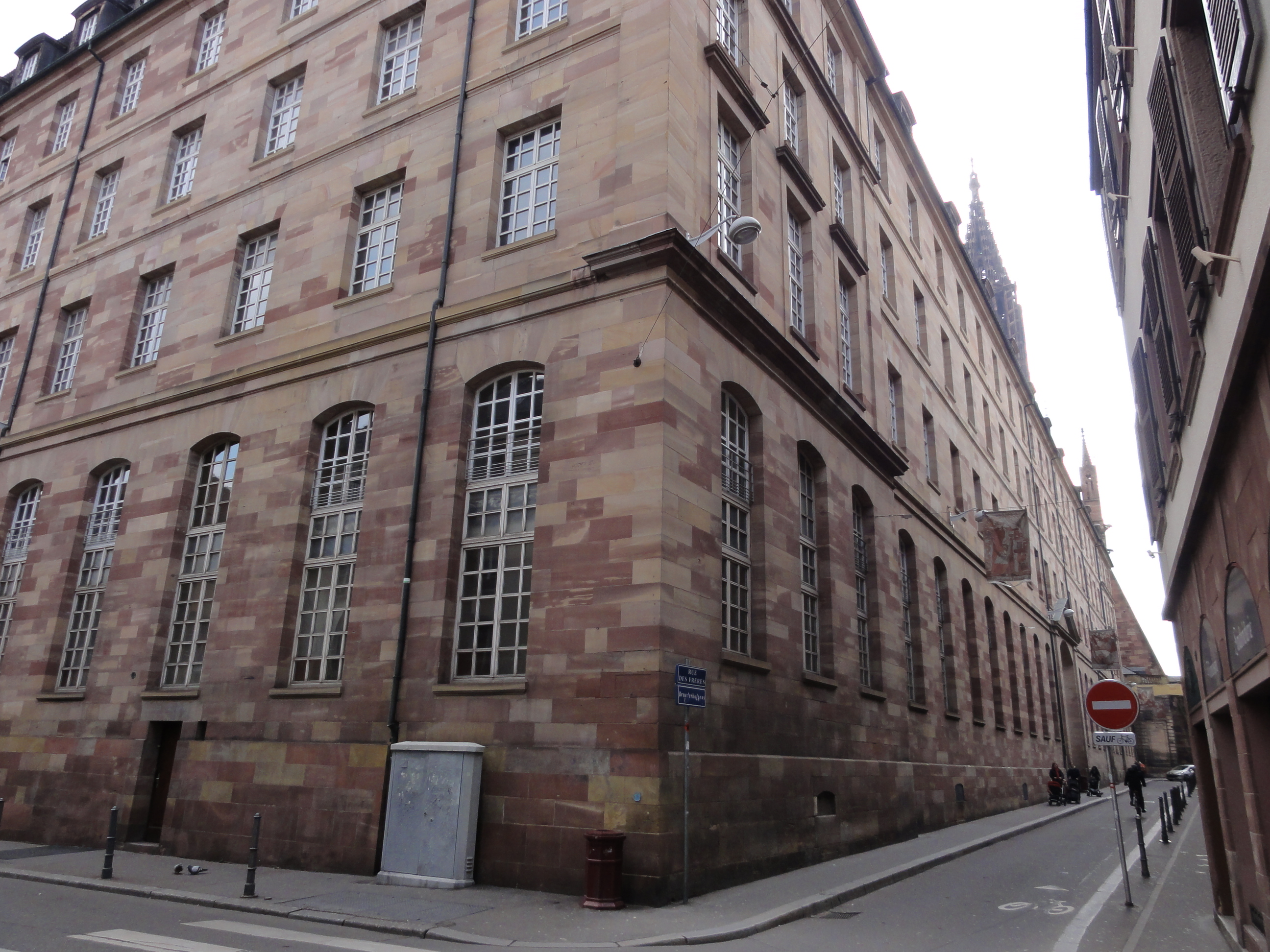
Angle de la rue des Écrivains (à gauche) et de la rue des Frères.
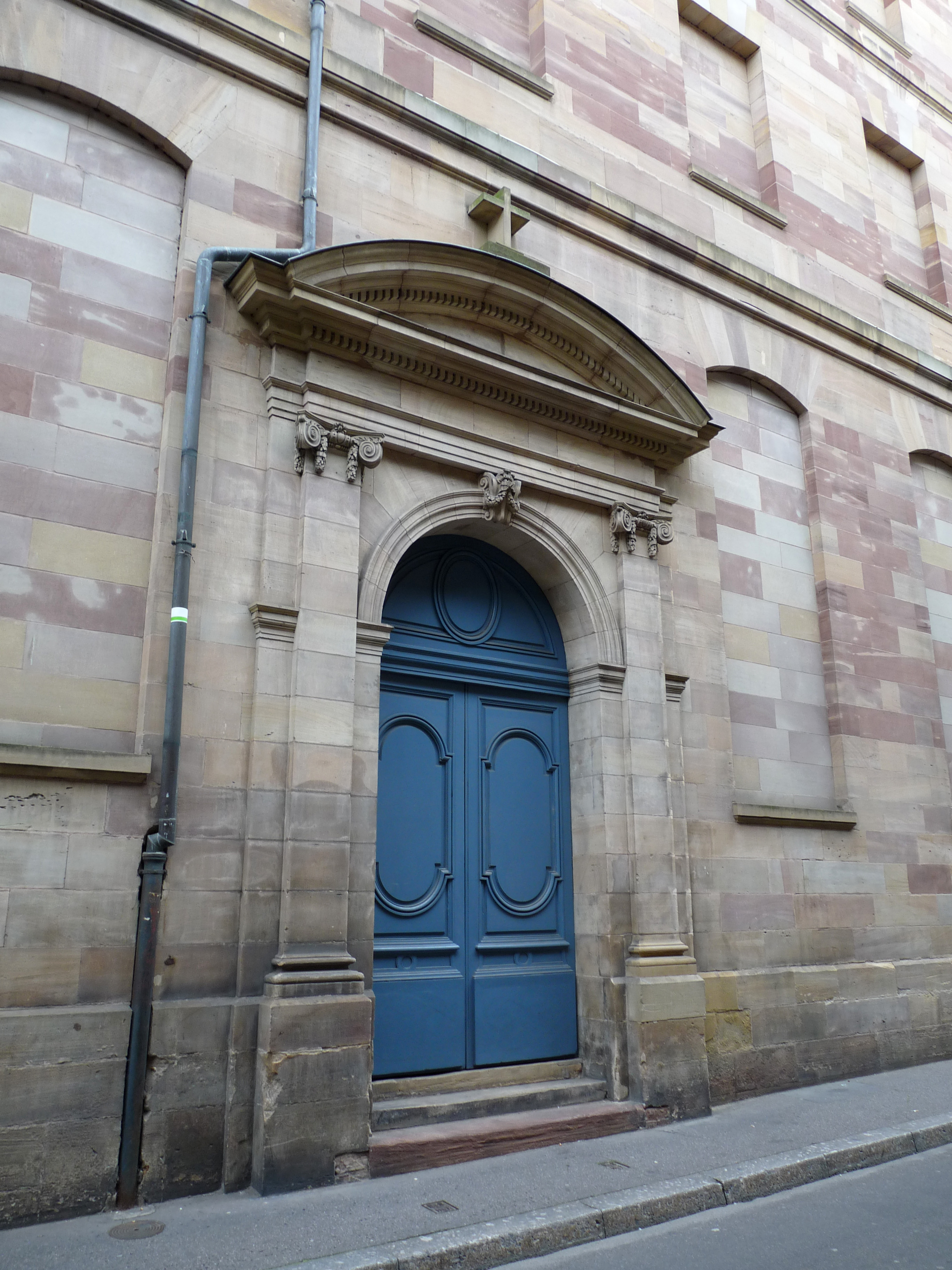
Portail principal.
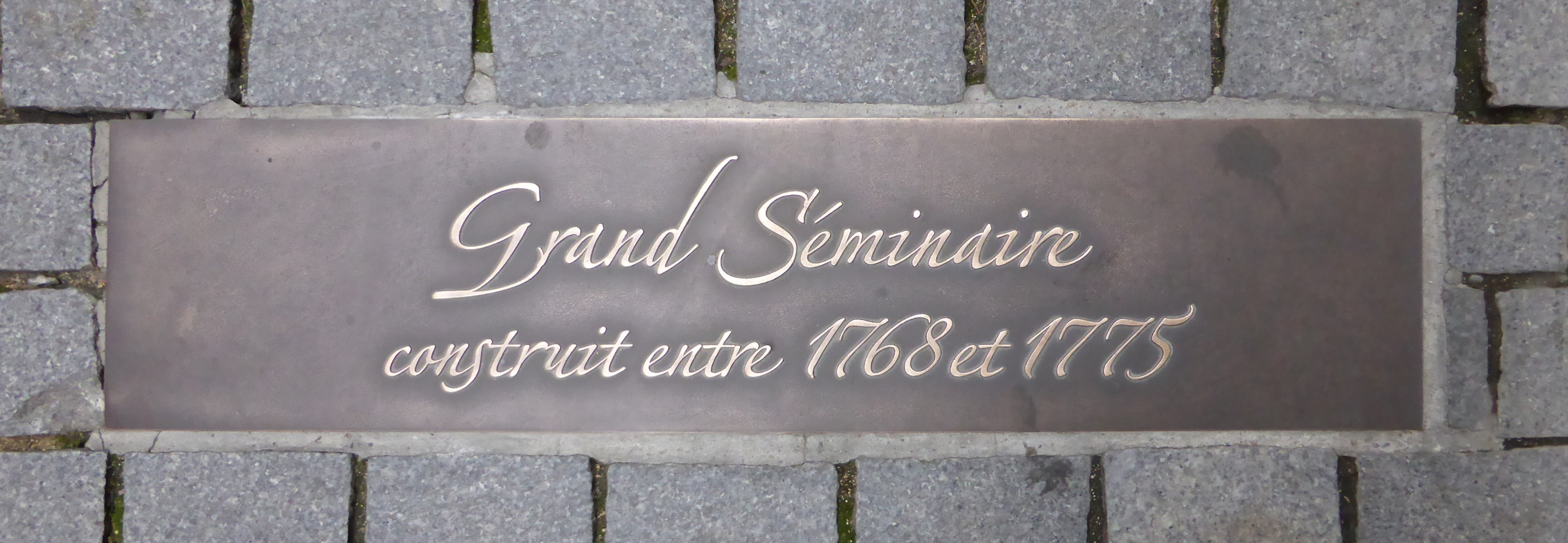
Plaque commémorative (construction entre 1768 et 1775).

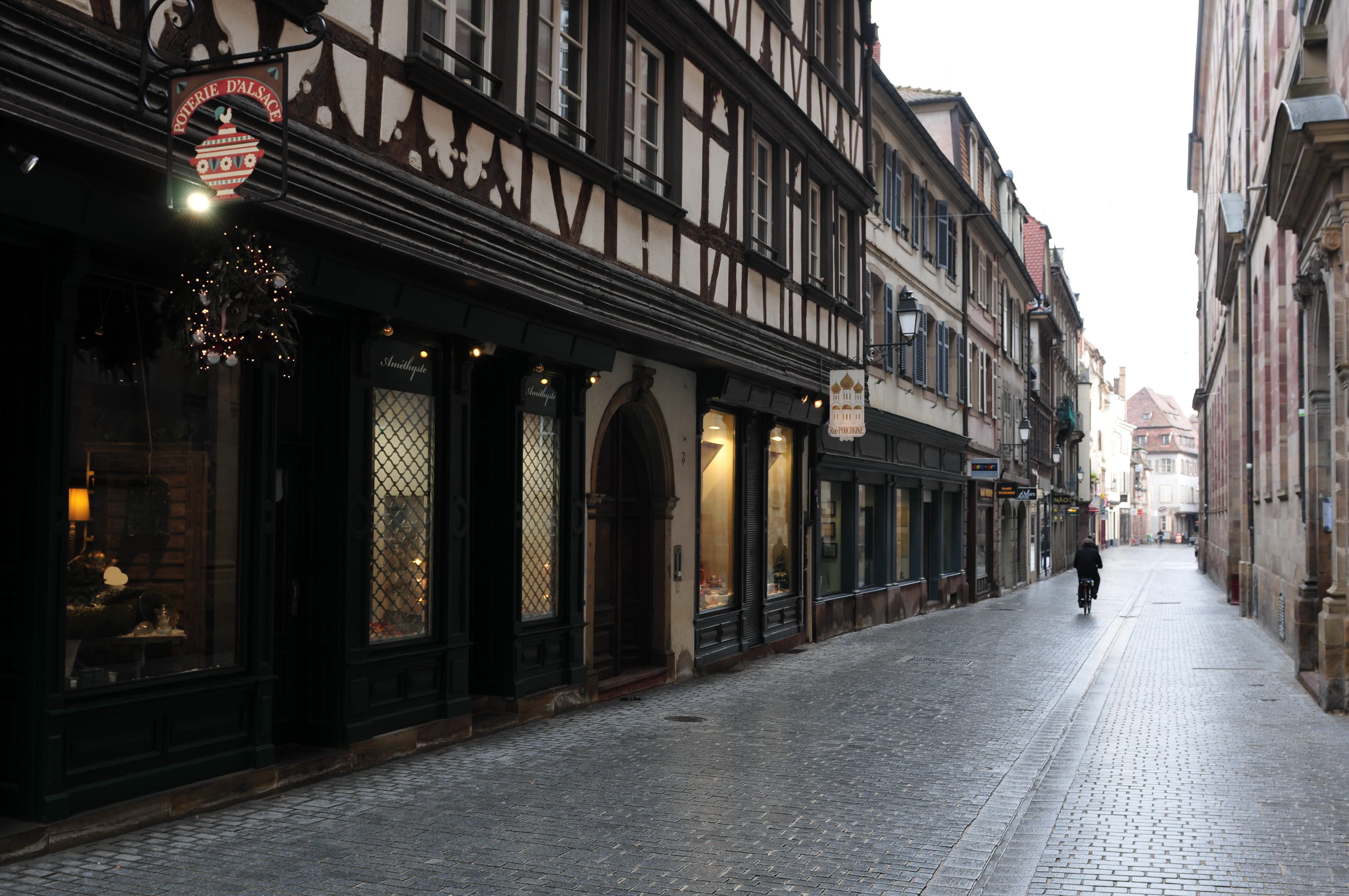
Maison à colombages au no 3.

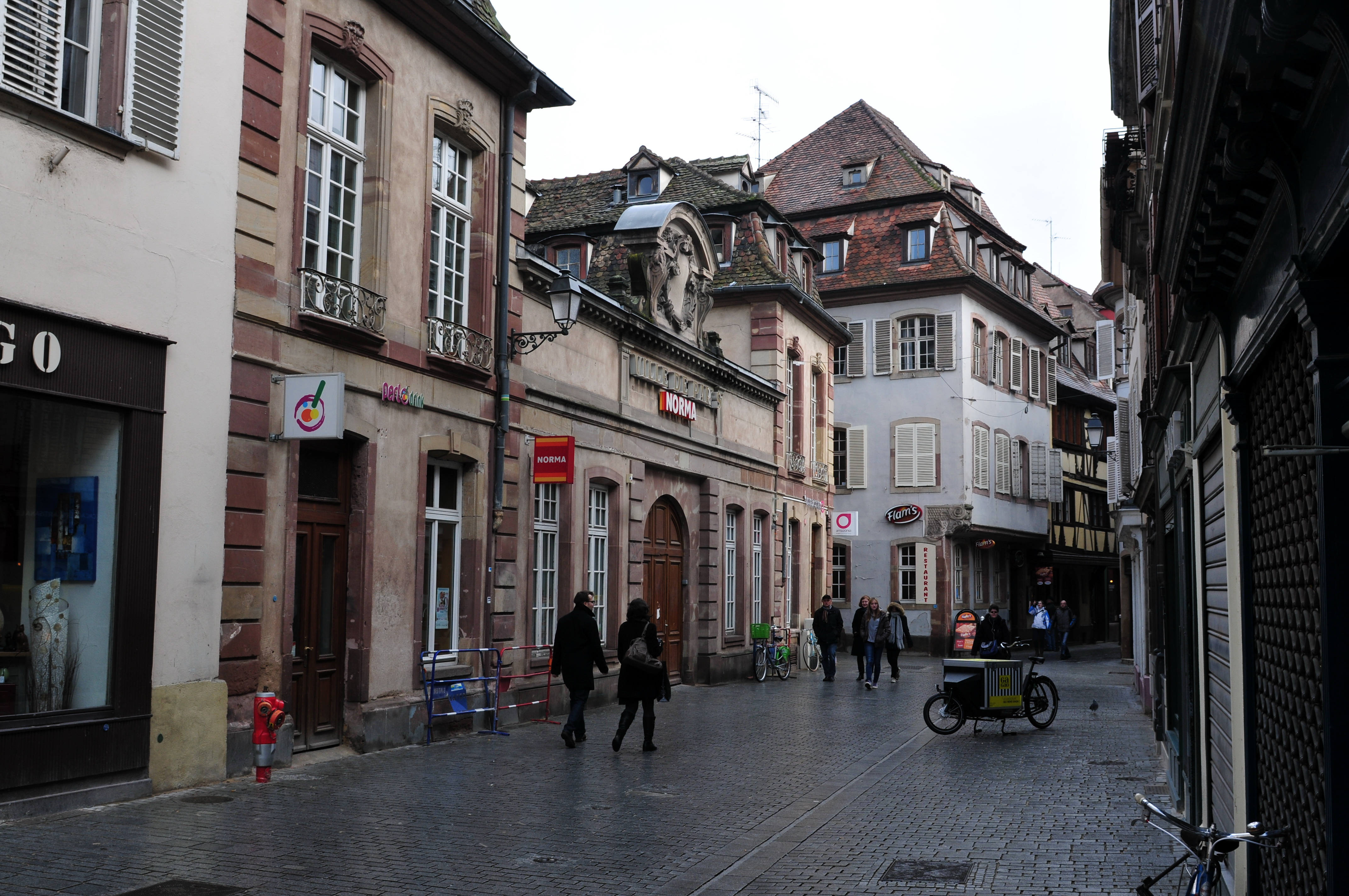
Ancien hôtel des Hohenlohe-Bartenstein au no 27, occupé par des commerces.

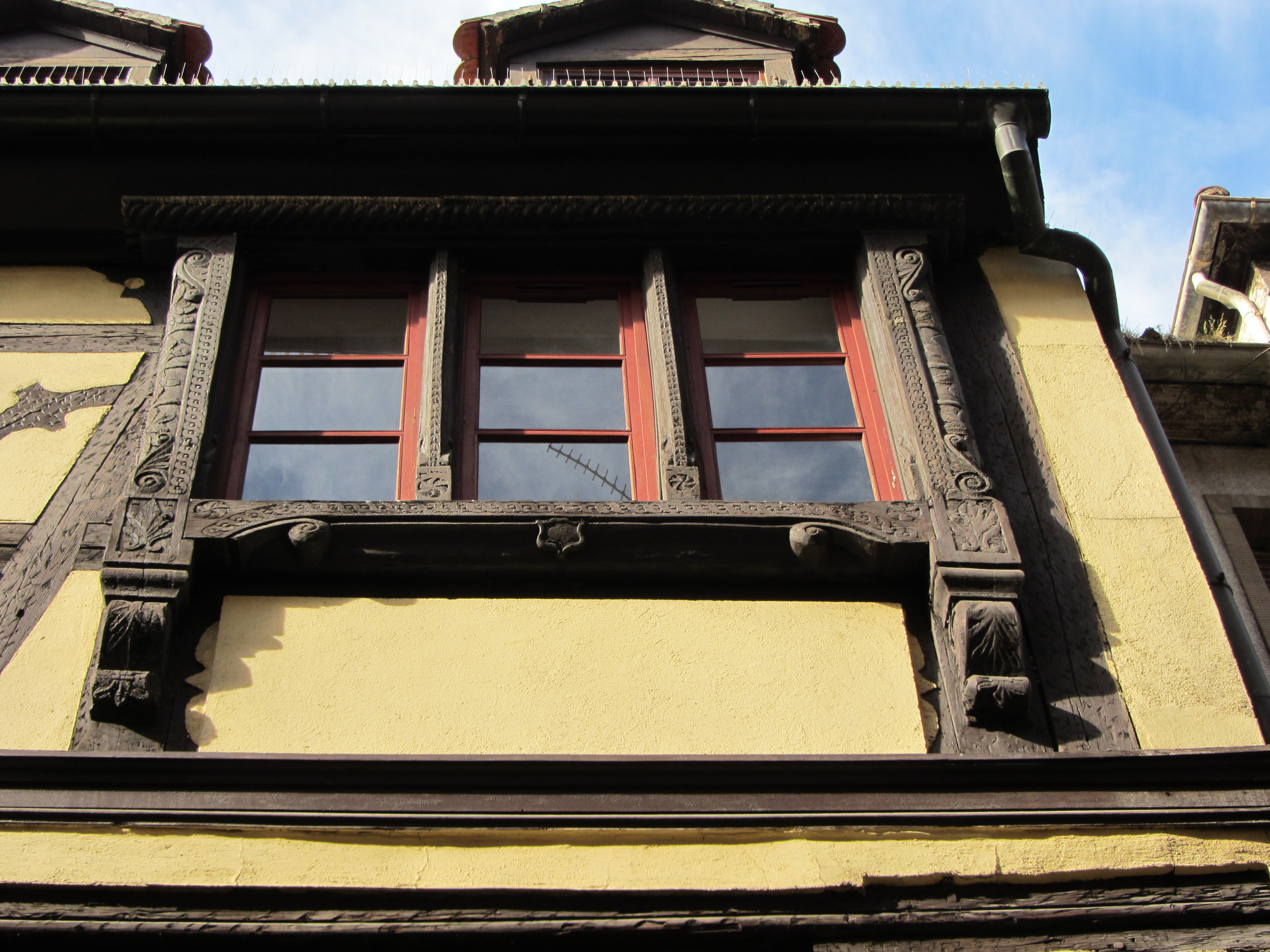
Fenêtre à chambranle sculpté au no 31.

no 3Le premier propriétaire connu de cette maison à encorbellement et colombages est le notaire Sébastien Metzger, en 1573. La clé de cintre du portail principal est ornée d'une sculpture d'oiseau.
L'orfèvre Isaac Kübler possède cette maison entre 1772 et 1781.
no 5Construit au début du XIXe siècle, cet immeuble assez long — il dispose de quatre vitrines — ne compte que deux étages. Il est doté d'un décor Empire.
nos 7 à 19Ce sont pour la plupart des maisons des XVIIIe et XIXe siècles.
no 7aL'immeuble est reconstruit en 1911, sur des plans de Gustave Oberthür, dans un style néo-XVIIIe siècle.
no 24La vente de deux maisons contiguës sur cet emplacement est attestée en 1625. L'édifice actuel possède des fenêtres à meneaux. Celle du rez-de-chaussée a été convertie en porte en 1875.
no 25La présence d'une « maison au paon » (Zum Pfauen) est attestée au début du XVIIe siècle.
no 27L'ancien hôtel du Grand Chapitre, dit Hohenlohe-Bartenstein, est reconstruit selon des plans de Joseph Massol datés de 1760. Au cours du XVIIIe siècle y vivent successivement un chanoine, la famille Hohenlohe-Bartenstein, un comte de Loewenstein et un prince de Salm. Durant le siège de Strasbourg en 1870, l'immeuble sert de quartier général à la Croix-Rouge, récemment créée (1863). En 1838 la bâtisse est transformée en brasserie, À la Ville de Paris, un établissement qui semble avoir fermé ses portes dans les années 1960. En 2006, les locaux, longtemps inoccupés, accueillent plusieurs magasins. Malgré les transformations, on reconnaît les deux ailes latérales d'un vaste quadrilatère ouvert sur la rue.
no 29À l'angle du no 2 de la rue du Faisan, cette maison est dotée d'un encorbellement sur la rue des Frères, alors que celui qui donnait sur l'autre rue a été supprimé au moment où la demeure a été reconstruite en 1734 pour Jean Nicolas Zaepffel, maître de la Grue,. Elle se distingue par un portail à fronton dit « inversé», « éclaté» ou « interrompu», qui correspond à une mode répandue dans le rococo allemand. Les façades sur rue et sur cour, la toiture et l'escalier du xVIIIe siècle font l'objet d'une inscription au titre des monuments historiques depuis 1931.
no 31Cette maison a été reconstruite ou remaniée en 1591, comme en témoignent la date et l'écu armorié côté cour (commune avec le no 29). Côté rue, une fenêtre en bois à chambranle sculpté fait l'objet d'une inscription au titre des monuments historiques depuis 1931,.